# Roquefort (Lot-et-Garonne)
Roquefort é uma comuna francesa na região administrativa da Nova Aquitânia, no departamento de Lot-et-Garonne. Estende-se por uma área de 7,53 km². Em 2010 a comuna tinha 2 006 habitantes (densidade: 266,4 hab./km²).